# Ama Ata Aidoo
Ama Ata Aidoo (născută Christina Ama Aidoo; n. 23 martie 1942, Abeadzi Kyiakor⁠(d), Regiunea Orientală, Ghana – d. 31 mai 2023, Accra, Ghana) a fost o scriitoare ghaneză.